# 동양교통 (전남)
동양교통(東洋交通)은 전라남도 여수시의 시내버스 운수업체이다.

## 운행 노선

### 시내버스
시내버스 노선에는 모두 타 업체와 함께 공동 배차에 참여하고 있으며, 주로 시내 노선(10개 노선)를 비롯해 화양, 율촌·소라, 삼일, 쌍봉, 돌산방면은 광우시내, 오동운수, 여수여객과 함께 10일 간격으로 순환하면서 배차에 참여하고 있다.

### 마을버스
마을버스 노선은 210번과 220번을 단독으로 운행중이다.

## 사진

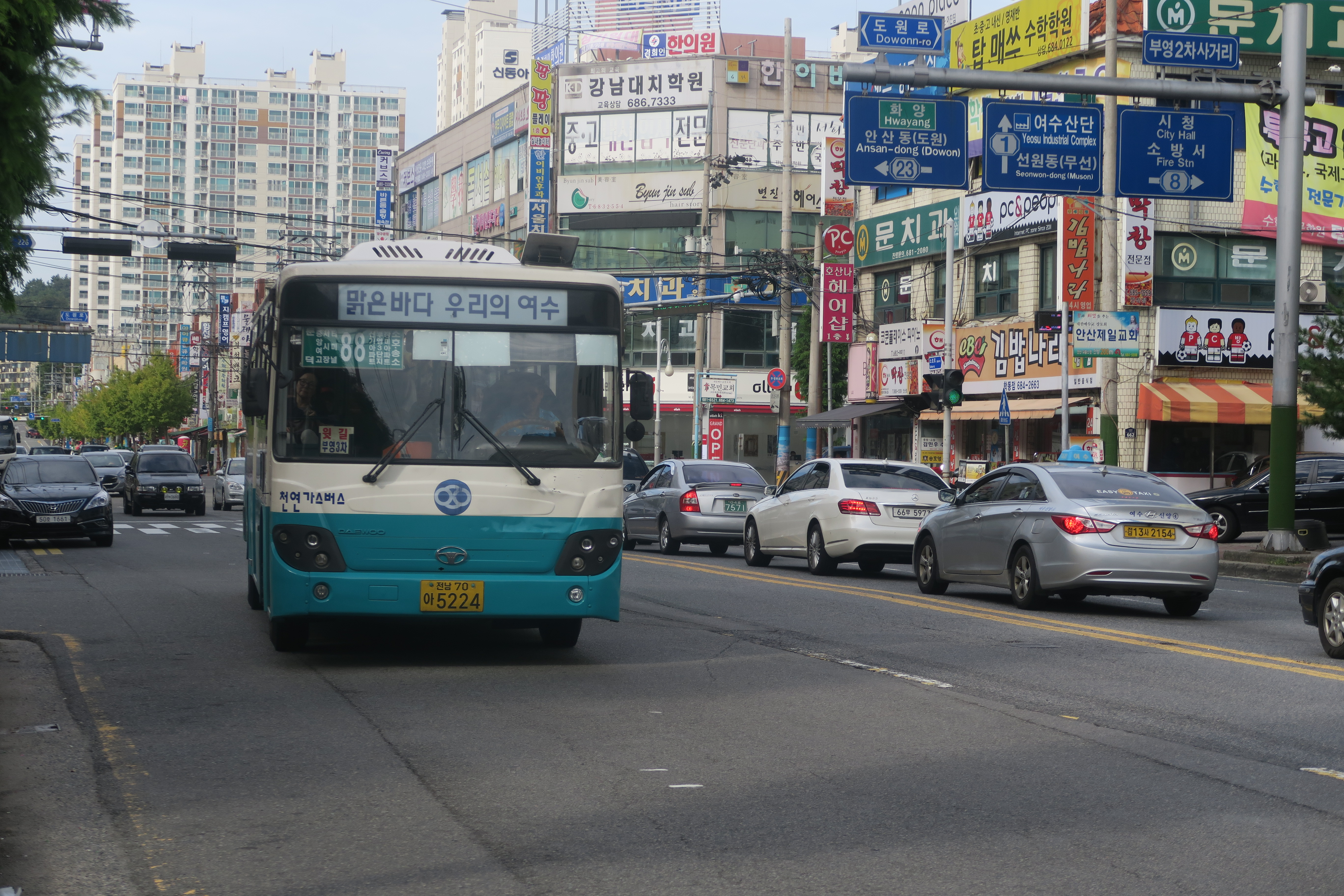

## 보유 차량
- 그린시티
- 뉴 슈퍼 에어로시티
- 저상 뉴 슈퍼 에어로시티
- 일렉시티

## 같이 보기
- 여수여객
- 오동운수